# Obscuritas Eterna
Obscuritas Eterna (lat.: Ewige Dunkelheit) ist das zweite Soloalbum des deutschen Rappers MC Basstard. Es erschien im Mai 2002 unter der Katalog-Nummer BBX011 über das Berliner Label Bassboxxx. Der Vertrieb erfolgte über Distributionz.

## Titelliste
1. Einführung – 1:52
2. Introitus – 1:41
3. Fick die Welt – 4:48
4. Handle (feat. Mach One) – 4:30
5. Kaffa (Skit) – 0:25
6. Schwarze Witwe – 3:42
7. Gut und Böse (feat. MC Bogy) – 2:26
8. Die letzte Antwort (feat. Frauenarzt und Jope) – 6:07
9. Bass (Skit) – 0:12
10. Fegefeuer (feat. Isar One) – 2:28
11. Antichrist (feat. Akte One) – 2:49
12. Kinder des Zorns (feat. 4.9.0 Friedhof Chiller und Tony D) – 5:48
13. Neuzeitpropheten – 2:27
14. Sandmann (Skit) – 0:44
15. Niemand kennt unsere Namen (feat. Tony D) – 2:24
16. Die Disco bebt (feat. Bass Crew) – 4:22
17. Bestellung (Skit) – 0:53
18. Halloween (feat. Frauenarzt, Dildolita und Beccy One) – 3:20
19. Top Story – 5:14
20. Unter der Erde (Skit) – 0:21
21. Untergrunddämonen 3 (feat. Taktloss) – 2:53
22. Nacht der Angst (feat. Vork, Frauenarzt und Darn) – 5:30
23. Bassboxxx Clique 6 (feat. MC Bogy, Frauenarzt, Tony D, Vork, Darn, AkteOne, Poem, Jope, Isar, Beccy und Mach One) – 3:59
24. Ausführung – 1:16
25. Obscuritus Eterna – 3:45

## Video
Das Stück Fegefeuer wurde als erstes Lied MC Basstards als Video umgesetzt. Dieses wurde von Kaisaschnitt für Paranoia Pictures produziert. Auch für die Regie des Musikvideos war Kaisaschnitt verantwortlich. Dabei tritt er in der Position des Videoregisseurs unter seinem bürgerlichen Namen Jacques Linon in Erscheinung.

## Rezeption

### Erfolg
Obscuritas Eterna war das erste von Distributionz vertriebene Album, das auch über den Vertrieb EMP verkauft wurde. Der Gründer von Distributionz Jayo erklärte 2005 in einem Interview, dass Obscuritas Eterna „immer noch das erfolgreichste Produkt“ des vier Jahre zuvor gegründeten Vertriebs darstelle.

### Kritik
In einer Kritik von Bumbanet.de wird die Weiterentwicklung MC Basstards gelobt. Das Album wirke bereits durch die Gestaltung „recht ansprechend“. Thematisch spreche Obscuritas Eterna jedoch nicht jeden Hörer an. Die Inhalte der Lieder sollten nicht vollständig ernst genommen werden, sondern der Unterhaltung dienen. Des Weiteren wird die Vortragsweise sowohl von MC Basstard als auch von dem Gastrapper Mach One gelobt. Das Stück Untergrunddämonen 3 wird in der Rezension aufgrund des „unglaubliche[n] Part[s]“ von Taktloss hervorgehoben. Auch MC Basstard zeige darin seinen „genialen Flow“. Zusammengefasst zeige das Album „was ganz Berlin kann“.
Das deutsche Hip-Hop-Magazin Juice bezeichnete Obscuritas Eterna 2007 im Zuge einer Rezension des Albums Verdammt von Basstard und DJ Korx als „Klassiker des Genres“ Horrorcore.

### Indizierung
Am 30. September 2005 wurde Obscuritas Eterna als erstes Album von MC Basstard durch die Bundesprüfstelle für jugendgefährdende Medien indiziert. Das Album wurde auf Liste A eingetragen, womit es weder beworben noch an Minderjährige verkauft werden darf. Laut Jayo sollen nur zwei der insgesamt 25 Stücke des Albums für die Indizierung verantwortlich sein. 2009 erklärte Basstard in einem Interview im Hinblick auf die Indizierung, dass mit Obscuritas Eterna das „künstlerisch Wertvollste“ seiner Alben indiziert worden sei. Er habe aufgrund seines jungen Alters jedoch keine Beschwerde gegen die Indizierung eingelegt.